# Onitis tumidus
Onitis tumidus är en skalbaggsart som beskrevs av Gillet 1918. Onitis tumidus ingår i släktet Onitis och familjen bladhorningar. Inga underarter finns listade i Catalogue of Life.